# フランス国立視聴覚研究所
フランス国立視聴覚研究所（フランスこくりつしちょうかくけんきゅうじょ、仏: L'Institut national de l'audiovisuel、略称：INA）は、フランスの全ラジオ・テレビの視聴覚アーカイヴの宝庫である。ラジオフランスが主催し、放送局本部の建物内にある。内部にフランス音楽研究グループ（Groupe Recherche Musicale, GRM）を有する。
1975年に設立された。2006年より、100,000件の歴史的番組、合計10,000時間分のアーカイヴが、検索ツールつきの無料ネットサーヴィスを提供している。